# Romanèche-Thorins
Romanèche-Thorins este o comună în departamentul Saône-et-Loire, Franța. În 2009 avea o populație de 1.833 de locuitori.

## Evoluția populației
| An        | 1975  | 1982  | 1990  | 1999  | 2006  | 2009  |
| --------- | ----- | ----- | ----- | ----- | ----- | ----- |
| Populație | 1.801 | 1.699 | 1.710 | 1.717 | 1.767 | 1.833 |